# Гіляров Меркурій Сергійович
Мерку́рій Сергі́йович Гіля́ров (нар. 22 лютого 1912 — 24 березня 1985) — радянський зоолог, ентомолог і еволюційний біолог, засновник ґрунтової зоології, академік АН СРСР і Німецької академії наук, доктор біологічних наук, професор, лауреат двох державних премій СРСР і численних інших радянських та зарубіжних нагород.

## Біографія
М. С. Гіляров народився в Києві, в родині професора університету Св. Володимира Сергія Олексійовича Гілярова. Дитинство майбутнього вченого припало на складний час — революції, громадянська війна, перші роки утвердження радянської влади. Півстоліття по тому, в автобіографії він згадував «…про те, як він плакав і не міг увечері заснути від гострого відчуття голоду (Київ, 20-ті роки), як мати його шила із занавісок фартухи й міняла їх на ринку на пшоно, а батько відкрив несподіване додаткове джерело харчування — збирав [молюсків] жабурниць на мілинах Дніпра, м'ясо яких потім варили і їли з рідкою пшоняною кашею»
Хлопець зростав в інтелектуальній і творчій сім'ї і ще у шкільну пору вирішив стати біологом. Тож у 1929 році М. Гіляров вступив на біологічний факультет Київського університету. На формування його біологічного світогляду значний вплив мав професор М. М. Воскобойников. По закінченні університету (1933) Гіляров написав дипломну роботу з порівняльної анатомії риб. На основі цієї роботи він підготував свою першу наукову публікацію. Вона вийшла друком у працях університету і її через кілька років процитував у своїй статті знаний біолог, професор І. І. Шмальгаузен, викладач університету і одночасно директор Інститут зоології АН України.
Попри блискучий захист диплома, випускник не міг відразу поступати до аспірантури, бо не мав обов'язкового тоді дворічного «трудового стажу». До того ж, саме в цей час за несправедливими політичними звинуваченнями заарештували його батька. Під час навчання М. Гіляров двічі проходив польову практику у сільськогосподарських підприємствах, розбираючи проби ґрунту й ведучи облік його безхребетних мешканців. Зокрема, влітку 1932 року він вивчав тварин, що пошкоджують коріння каучуконосних рослин. Отже, одержавши диплом, він поїхав працювати на Полтавщині, на станції Всесоюзного науково-дослідного інституту каучуконосів. Тут він підготував за власними спостереженнями статтю. Наступного року він переїхав до Москви (1936).
Київ до кінця життя лишався одним з його найулюбленіших міст. Щоправда, Меркурій Сергійович завжди засмучувався, згадуючи колосальні втрати, які завдало його рідному місту знищення найцінніших пам'яток архітектури у 1930-і роки і перебудова центру у повоєнні часи.
У 1937 році він захистив кандидатську дисертацію і очолив (1938) відділ захисту рослин у тому ж НДІ каучуконосів. Визнаний через вади здоров'я непридатним до військової служби, він в роки німецько-радянської війни перебував у евакуації в Башкирії разом з Інститутом каучуконосів і досліджував шкідників, що знижували врожайність цих рослин.
Праці молодого зоолога привернули увагу І. І. Шмальгаузена, котрий тоді вже очолював московський Інституті еволюційної морфології і екології тварин АН СРСР (ІЕМЕТ). Вчений в 1944 році запросив Меркурія Сергійовича до докторантури цього інституту. В 1947 г. М. Гіляров стає доктором біологічних наук, дисертація ж, опублікована в 1949 році як монографія, була відзначена Сталінською премією.
Згодом Меркурій Сергійович працював в ІЕМЕТі: старшим науковим співробітником (1944—1955), потім завідувачем створеної ним лабораторії ґрунтової зоології (1956). Паралельно із цим він викладав в Московському педагогічному інституті ім. В. И. Леніна (1949—1978), де створив дослідницьку групу ґрунтової зоології. У 1947 році М. С. Гіляров стає доктором біологічних наук. У 1949 році йому надане звання професора. Згодом його обирають членом-кореспондентом (1966), а потім — дійсним членом (1974) АН СРСР.
Вчений помер від мієломної хвороби і імунодефіциту 2 березня 1985 року в Москві. Поховали його на Новодівочому цвинтарі.

### Родина[6]
- Дружина — Ірина Іванівна, до шлюбу Блохінцева (1900—1988).

- Син — Олексій Меркурійович Гіляров (1943—2013), зоолог, гідробіолог, професор біологічного факультету Московського державного університету.

- Батько — Сергій Олексійович Гіляров (1887—1946), викладач Київського університету, мистецтвознавець, заступник директора Музею західного і східного мистецтва у Києві.

- Мати — Єлизавета Сергіївна, до шлюбу Іва́нова, кандидатка філологічних наук, викладачка французької, поетеса[2].

- Дід — Олексій Микитович Гіляров (1855—1938), професор Київського університету, філософ, академік Української академії наук.

- Прадід — Микита Петрович Гіляров-Платонов (1824—1887), професор Московської духовної академії.

## Наукова діяльність
Основні напрямки наукових досліджень М. С. Гілярова — роль тварин у ґрунтових екосистемах, еволюція комах та інших тварин, захист культивованих рослин від ґрунтових шкідників.
Ймовірно, інтерес до ґрунтових організмів виник у нього ще під час перших років роботи в Україні, коли він вивчав посіви каучуконосів. «Розкопки розкрили переді мною новий світ — так само утаємничений (і навіть більш таємний), як життя водойм», — згадував він. З середини 1930-х років він досліджує зв'язки між ґрунтом та його мешканцями. Зрештою величезна дослідницька й організаційна робота дозволила говорити про створення нової наукової галузі — ґрунтової зоології.
Гіляров висловив і розвинув оригінальну ідею про те, що ґрунти були середовищем-посередником під час виходу безхребетних тварин на суходіл. На цій основі він збудував логічну систему, що пояснила низку особливостей анатомії, фізіології та екології безхребетних (трахейне дихання, покриви, органи виділення, розмноження, поява лялечки тощо). Він розробив нові методики і розлогі програми дослідження фауни ґрунтів, організував численні експедиції з їх вивчення, які охопили ледь не всі регіони СРСР.
Вагомим виявився його внесок у вивчення механізмів еволюції організмів: значення принципу зворотнього зв'язку, паралелізмів, конвергенції.
Він розробив метод діагностування типу ґрунтів на основі інформації про їх зоологічне населення.
Під науковим керівництвом М. С. Гілярова і при його консультуванні виконано і захищено близько 60 кандидатських та 15 докторських дисертацій. У його творчому доробку — понад 500 наукових публікацій.

### Основні праці
- Соотношение размеров и численности почвенных беспозвоночных // Доклады Академии наук СССР, 1944, т. 43, № 6, с. 283—285.

- Почвенная фауна terra rossa южного берега Крыма // Вестник МГУ, 1947, № 2, с. 106—117.

- Особенности почвы как среды обитания и её значение в эволюции насекомых. М.-Л.: Изд-во АН СССР, 1949. — 279 с.

- Вид, популяция, биоценоз // Зоологический журнал, 1954, т. 33, вып. 4, с. 759—778.

- Роль почвы в происхождении и эволюции насекомых // Энтомологическое обозрение, 1956, т. 35, вып. 3, с. 487—494.

- Эволюция постэмбрионального развития и типы личинок насекомых // Зоологический журнал, 1957, т. 35, вып. 11, с. 1683—1697.

- Зоологический метод диагностики почв. — М.: Наука, 1965. — 278 с.

- Эволюция насекомых при переходе к пассивному расселению и принцип обратной связи в филогенетическом развитии // Зоологический журнал, 1966, т. 45, вып. 1, с. 3-23.

- Закономерности приспособления членистоногих к жизни на суше. — М.: Наука, 1970. — 275 с.

- Жизнь в почве. Москва: Изд-во «Молодая гвардия», 1985. — Серия «Эврика». http://publ.lib.ru/ARCHIVES/G/GILYAROV_Merkuriy_Sergeevich/_Gilyarov_M.S..html#001 [Архівовано 18 серпня 2016 у Wayback Machine.] [У співавторстві з Д. О. Криволуцьким]

Повніший перелік публікацій М. С. Гілярова дивись.

## Організаційна і громадська діяльність
М. С. Гіляров очолював Національний комітет радянських біологів (з 1959), Всесоюзне ентомологічне товариство (з 1973), входив до Президії АН СРСР (з 1975), Наукової ради АН СРСР з проблем біоценології і охорони природи, був обраний віце-президентом Міжнародної спілки біологічних наук (з 1960) і Постійного комітету міжнародного ентомологічного конгресу (з 1967)академіком-секретарем Відділення загальної біології АН СССР (з 1976). Вчений очолював кафедру зоології та порівняльної анатомії безхребетних МДУ. Його обрали членом та віце-президентом Академії зоології (Агра, Індія). М. Гіляров керував організацією і проведенням низки ентомологічних з'їздів, а також 13-м Міжнародним ентомологічним конгресом (Москва, 1968). Він стояв біля витоків всесоюзних нарад та шкіл, які регулярно проводилися в СРСР з 1958 року.
Він був головним редактором «Журнала общей биологии» (з 1967), членом редколегій журналів «Pedobiologia» (НДР) і «Revue d’écologie et Biologie du Sol» (Франція). За його ініціативи і при його активній участі підготовлено фундаментальні праці: «Визначник личинок комах, що мешкають у ґрунті» (1964), тритомний «Визначник кліщів, які мешкають у ґрунті» (1975—1978), «Біологічний енциклопедичний біологічний словник» (1985), капітальну працю Л. С. Берга «Номогенез» (1977), що розвивала ідеї недарвіновської еволюції.
У 1950-1970-і роки він, людина безпартійна, був одним з тих, хто своєю активною діяльністю за кордоном протидіяв ізоляції радянської науки від світового наукового співтовариства. У широке коло вчених, з якими він був підтримував відносини, входив один з творців синтетичної теорії еволюції Ернст Майр, а також російські вчені-емігранти Борис Уваров, Ф. Г. Добжанський. Широкому колу міжнародних зв'язків М. Гілярова сприяло те, що він вільно володів основними європейськими мовами. Син ученого згадував про батька:
|  | Він досконало володів українською мовою, оскільки вчився в українській школі, писав на цій мові твори, зокрема той, що добре запам'ятався йому при вступі до університету. Відомий український поет і літературознавець Микола Зеров (в подальшому репресований, загинув на Соловках), приймаючи в тата вступний іспит, сказав, що його твір -найкращий в поточному році, він значно кращий ніж у тих, хто здавав на філологічний. Він вмволяв його поступати до цього факультету, але тато після недовгих сумнівів залишився на природничому. Думаю, що батько не підтримав би теперішніх наших співвітчизників, які, живучи в Україні, скаржаться на те, що їм доводиться вивчати українську мову. Він не скаржився. Навпаки, казав, як багато це йому дало. Йому було приємно говорити українською зі своїми колегами, з тими, для кого ця мова була рідною. Крім того, знання української допомагало йому в розумінні чеської, польської та інших слов'янських мов. Оригінальний текст (рос.) Он в совершенстве владел украинским языком, поскольку учился в украинской школе, писал на этом языке сочинения, в том числе хорошо запомнившееся ему при поступлении в университет. Известный украинский поэт и литературовед Микола Зеров (впоследствии репрессированный и погибший на Соловках), принимая у папы вступительный экзамен, сказал, что его сочинение — лучшее в году, оно гораздо лучше, чем у сдававших на филологический. Он уговаривал его поступать на этот факультет, но папа после недолгих колебаний остался на естественном. Думаю, что отец не поддержал бы нынешних наших соотечественников, которые, живя на Украине, жалуются на то, что им приходится изучать украинский язык. Он не жаловался. Наоборот, говорил, как много ему это дало. Ему было приятно говорить по-украински со своими коллегами, с теми, для кого этот язык был родным. Кроме того, знание украинского помогало ему в понимании чешского, польского и других славянских языков. |

У 1955 році Меркурій Сергійович підписав адресований ЦК КПРС «Лист трьохсот», зміст якого був спрямований проти засилля школи Т. Д. Лисенка у радянській біології.

## Нагороди
Крім зазначених вище, М. С. Гіляров удостоєний численних наукових нагород і відзнак:
- Велика золота медаль «За заслуги перед наукою і людством» Академії наук Чехословаччини (1977)

- Премія ім. О. М. Северцова (АН СРСР, 1948)

- Премія Московського товариства природничників (1970)

- Золота медаль імені І. І. Мечнікова (АН СРСР, 1978)

- Пам'ятна медаль ім. В. В. Докучаєва (1983)

- Золота медаль ім. Філіппе Сільвестрі (Італія, 1965)

- Медаль Німецької академії природничників «Леопольдина» (НДР, 1977)

- Медаль ім. Г. Краатца (Академія сільськогосподарських наук НДР, 1966)

- Медаль «За досягнення у галузі ентомофауністики» (1975)

- Медаль Зоологічного товариства Франції (1976)

## Пам'ять
В Москві на будові Інституту проблем екології і еволюції (Ленінський проспект, 33) в пам'ять про М. С. Гілярова встановлено меморіальну дошку.
На честь вченого названо рід багатоніжок (Ghilyarovia Gulicka, 1972), рід косариків (Gilarovia), види кліщів Epidamaeus gilyarovi (Behan-Pelletier & Norton, 1985) і Oppia ghilarovi Kuliyew, 1962